# Бой Ватерман
Бой Ватерман (на нидерландски: Boy Waterman) е нидерландски футболист, вратар, който играе за АПОЕЛ.

## Кариера
Ватерман започва кариерата си в Хееренвеен. През 2007 г. е преотстъпен на АЗ Алкмаар, след което остава там за постоянно. На 10 февруари 2007 г. дебютира в Ередивиси срещу Вилем II. През август 2008 г. е даден под наем на АДО Ден Хааг, където играе само в 10 мача. През юли 2011 г. се присъединява към немския Алемания Аахен, където е титуляр. След като Алемания изпада, напуска със свободен трансфер в посока ПСВ Айндховен. Започва сезон 2012/13 като резерва на вратаря Титон. След 5 мача обаче, е избран за титуляр от старши треньора Дик Адвокаат. На 9 юли 2015 г. преминава в кипърския шампион АПОЕЛ с договор за 2 години. Дебютира на 14 юли 2015 г. срещу Вардар Скопие в квалификация за шампионската лига.

### Национален отбор
През 2007 г. е част от националния отбор на Нидерландия до 21 г. на европейското първенство за младежи до 21 г., което се провежда в Нидерландия. Ватерман е първи избор и играе срещу Израел (1:0). Във втория мач, който е срещу Португалия е заменен на полувремето поради контузия. Нидерландците печелят турнира и се класират за Летните олимпийски игри 2008.

## Отличия

### ПСВ Айндховен
- Носител на Суперкупата на Нидерландия (1): 2012

### АПОЕЛ
- Кипърска първа дивизия (2): 2015/16, 2016/17

### Нидерландия до 21
- Европейско първенство по футбол до 21 г. (1): 2007